# Knox College (Uniwersytet Toronto)

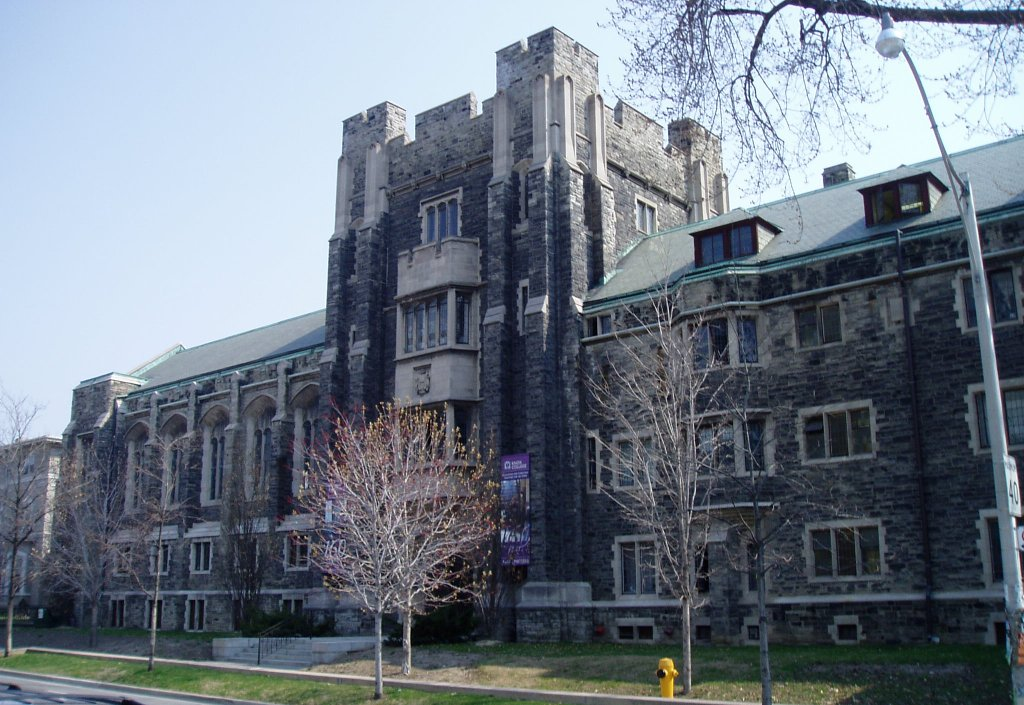
Knox College od ul. St. George.

Knox College jest wyższą szkołą teologiczną w Toronto, Ontario, Kanada. Knox College powstał w 1844 r. Uczelnia jest związana z Prezbiteriańskim Kościołem Kanady.
Obecny budynek, ukończony w 1914, znajduje się pomiędzy zachodnią stroną King's College Circle a ulicą St. George, w sercu kampusu Uniwersytetu Toronto.
Rektorzy:
- Michael Willis (1857-1870)
- William Caven (1873-1904)
- William MacLaren (1904-1909)
- Alfred Gandier (1909-1925, został rektorem Emmanuel College)
- Thomas Eakin (1926-1940)
- Walter W. Bryden (1945-1952)
- Stanley Glen (1952-1976)
- Allan Farris (1976-1977 śmierć)
- J. Charles Hay (1978-1985)
- Donald J. M. Corbett (1985-1990)
- Arthur Van Seters (1992-1999)
- J. Dorcas Gordon (1999-obecnie)

## Galeria

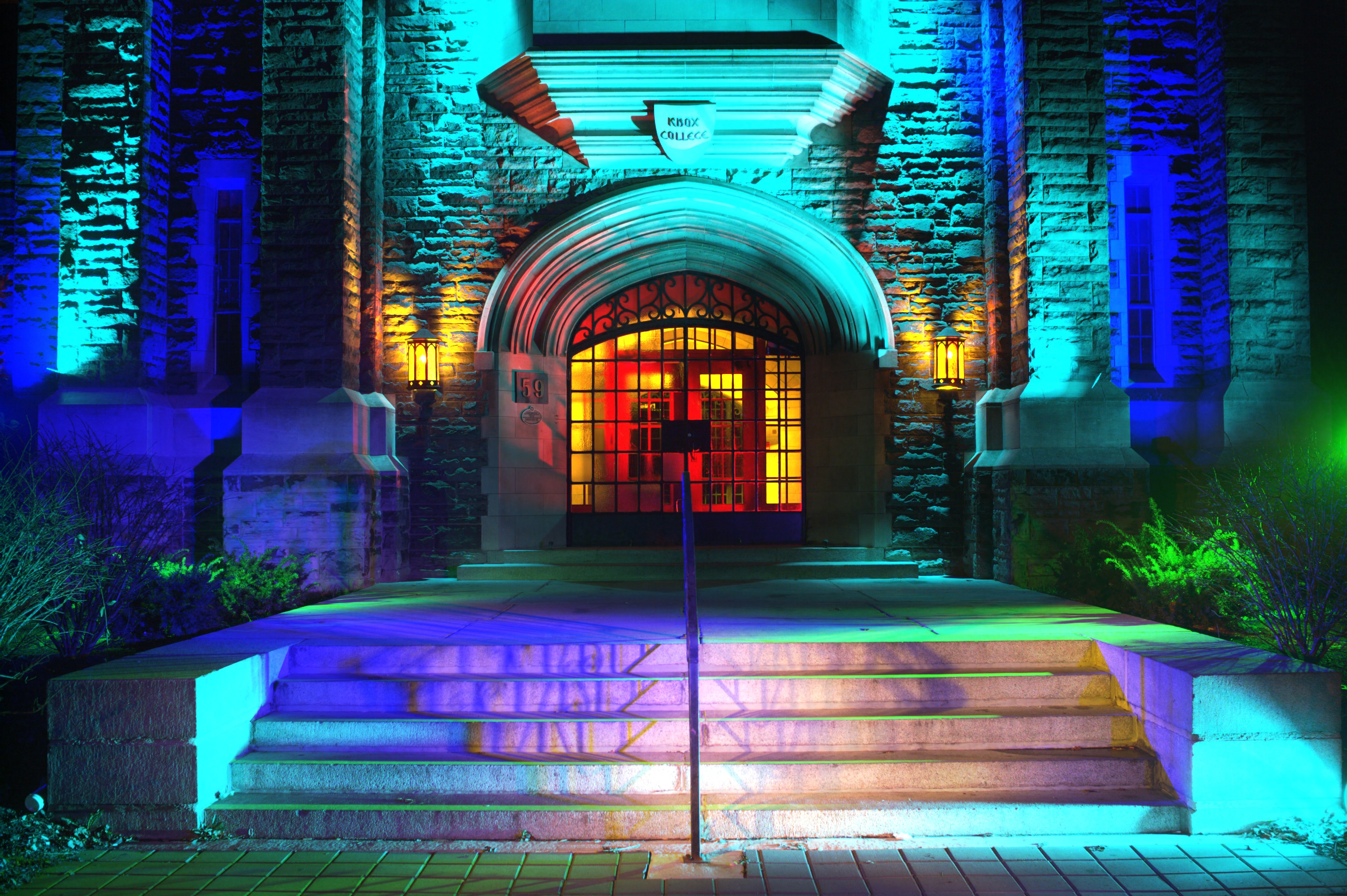
Główne wejście do Knox College, ul. St. George 59.
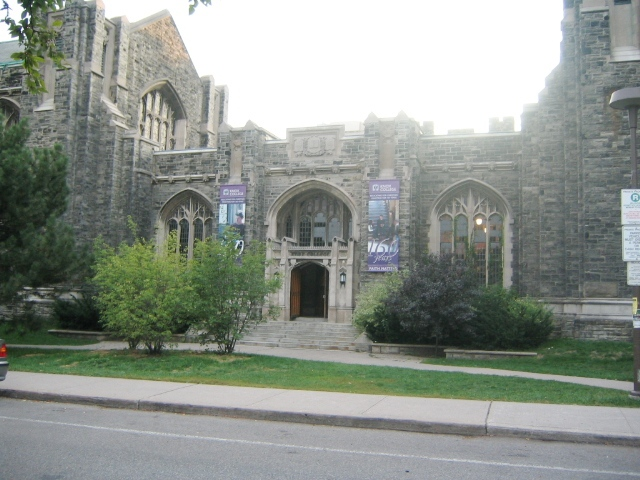
Knox College widziany z trawnika "Front Campus".
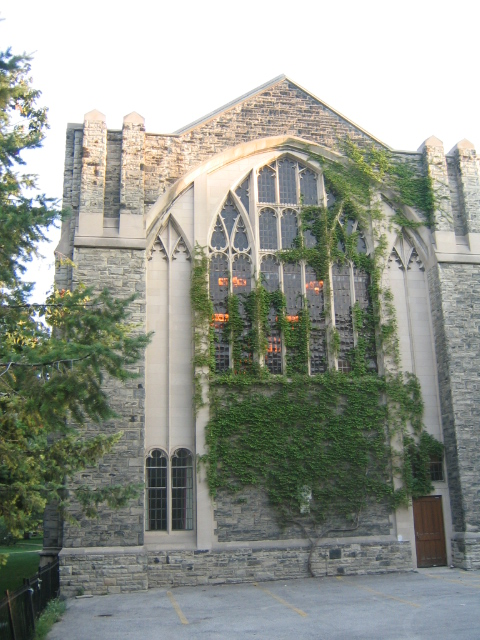
Witraż w Knox College.
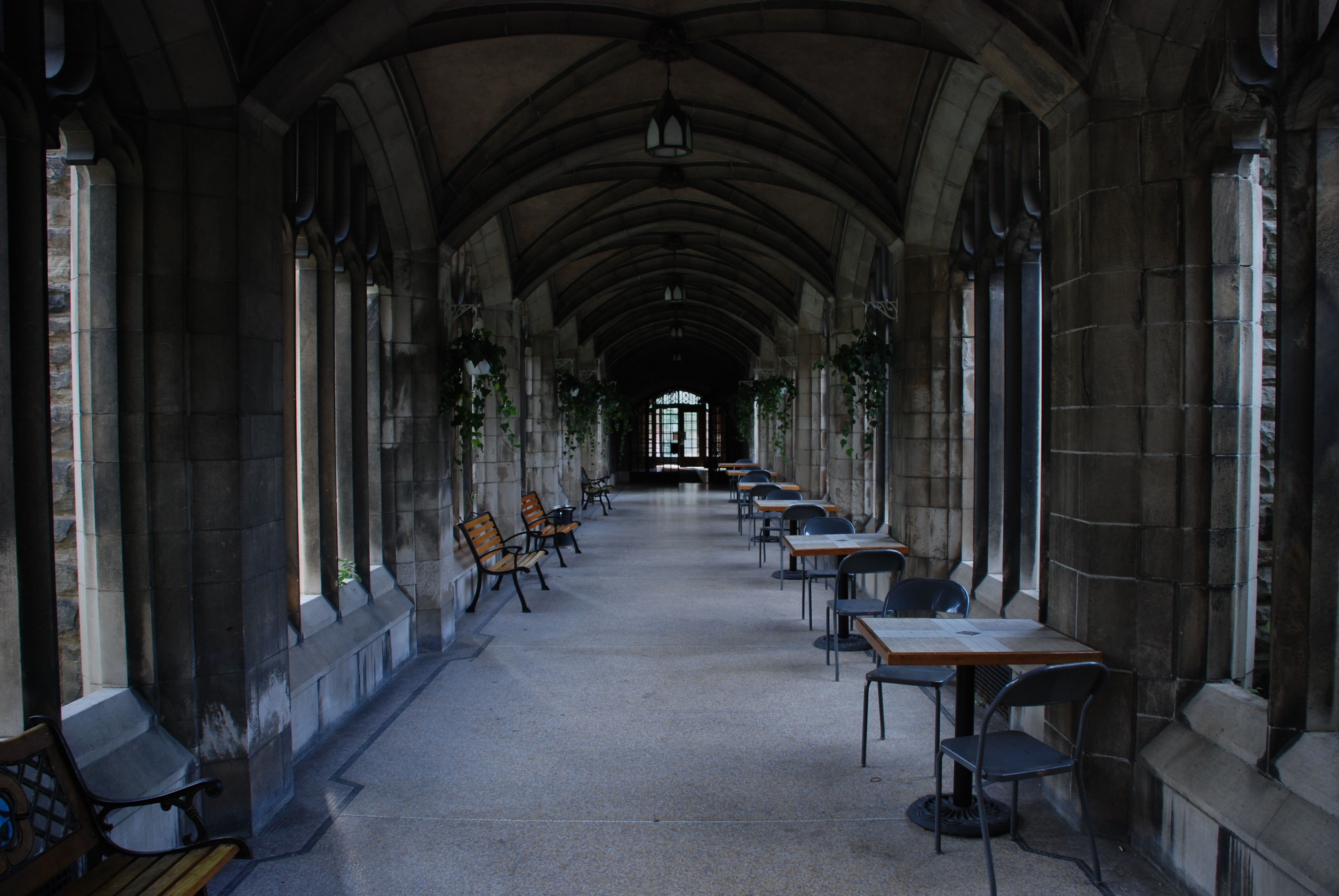
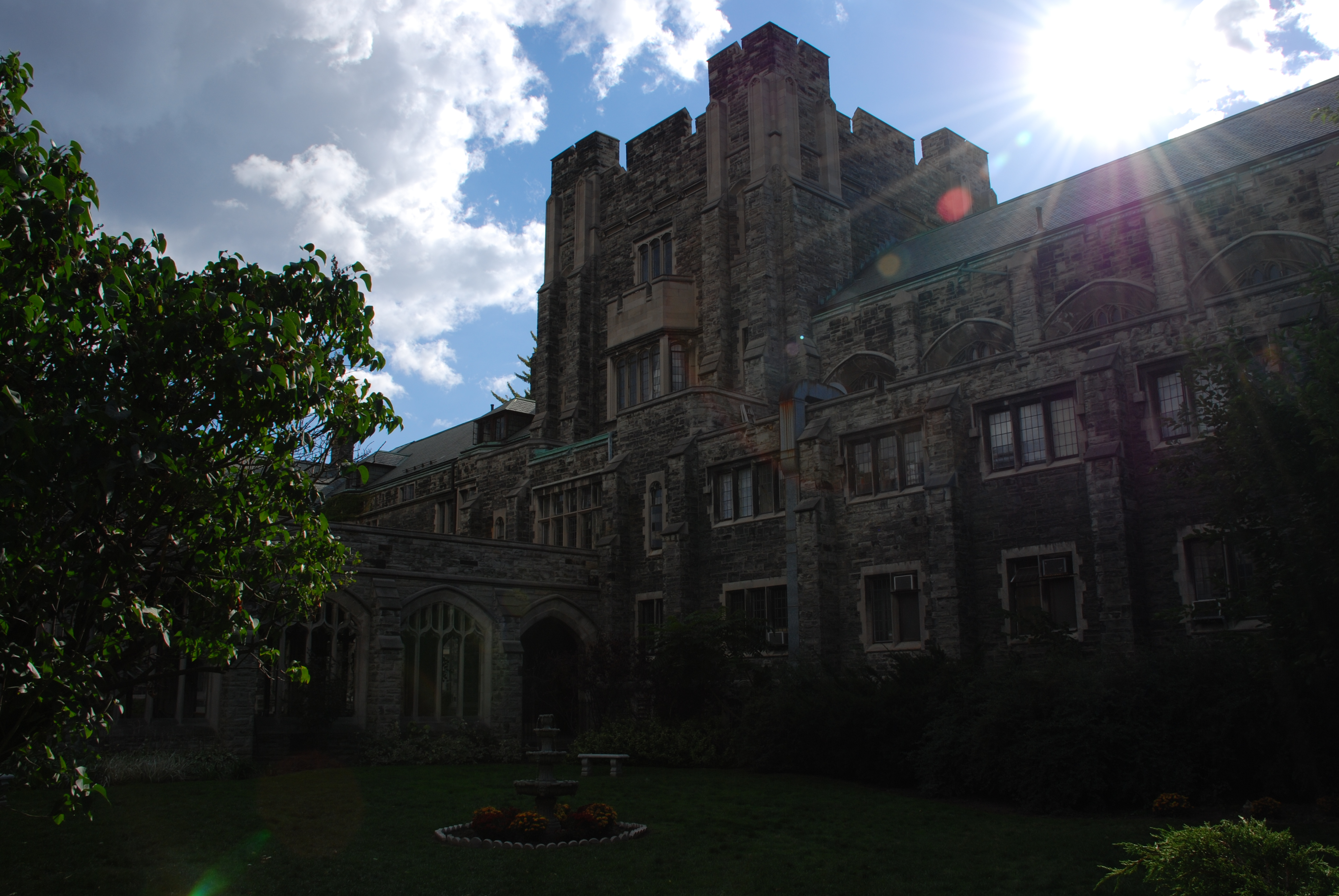